# Grand Rapids (Michigan)
Grand Rapids is een stad in de Amerikaanse staat Michigan. Het is de hoofdstad van Kent County en ligt op 40 kilometer van het Michiganmeer en 240 kilometer ten westen van Detroit. De stad heeft 188.031 inwoners (2010), de regio Muskegon-Holland-Grand Rapids telt ongeveer 1 miljoen inwoners.
Grand Rapids ligt aan de rivier de Grand, die hier (kleine) stroomversnellingen ('rapids') heeft. De stad is in 1826 gesticht door de Fransman Louis Campau. Grand Rapids heeft veel meubelindustrie en staat bekend als de meubelhoofdstad van de V.S. Nabij Grand Rapids ligt het hoofdkantoor van de Amway Corporation. De stad staat bekend om zijn concentratie van christelijke uitgeverijen, zoals Zondervan, Baker Books, Kregel Publications en Eerdmans Publishing.
In januari is de gemiddelde temperatuur −5,7 °C, in juli is dat 22,0 °C. Jaarlijks valt er gemiddeld 915,4 mm neerslag (gegevens op basis van de meetperiode 1961-1990).

## Bevolking
Van de bevolking is 11,6 % ouder dan 65 jaar en bestaat voor 30,8 % uit eenpersoonshuishoudens. De werkloosheid bedraagt 4,4 % (cijfers volkstelling 2000).
Ongeveer 13,1 % van de bevolking van Grand Rapids bestaat uit hispanics en latino's, 20,4 % is van Afrikaanse oorsprong en 1,6 % van Aziatische oorsprong.
De stad heeft een groot aantal inwoners met Nederlandse voorouders (Nederlandse Amerikanen).
Het aantal inwoners steeg van 189.673 in 1990 naar 197.800 in 2000. In 2018 werd het aantal geschat op 200.217.

## Religie
Grand Rapids is sinds 1882 zetel van het gelijknamige rooms-katholieke bisdom. Het meest opvallend is echter het grote aantal verschillende kerken dat is ontstaan uit Nederlandse migrantengemeenschappen. De twee grootste kerkgenootschappen, Reformed Church in America (RCA) en de Christian Reformed Church, zijn ieder met meer dan 15 gemeenten vertegenwoordigd. Verder zijn er meer dan tien gemeenten van de United Reformed Churches in North America, twee Gereformeerde Gemeenten (Netherlands Reformed Congregations), twee Protestant Reformed Churches, een Free Reformed Church, een Canadian and American Reformed Church (zusterkerk van de Gereformeerde Kerken vrijgemaakt) en een  Heritage Reformed Congregation. Voor een deel werden Nederlandse conflicten geëxporteerd naar de Verenigde Staten, maar ook zijn in de VS zelf nieuwe kerkgenootschappen ontstaan.

## Onderwijs
- Calvin College, christelijk liberal arts college van de Christian Reformed Church
- Calvin Theological Seminary, theologische opleiding van de Cristian Reformed Church
- Puritan Reformed Theological Seminary, theologische opleiding van de Heritage Reformed Congregations en Free Reformed Churches

## Kunst en cultuur
- Grand Rapids Art Museum, een kunstmuseum
- Frederik Meijer Gardens and Sculpture Park, een beeldenpark
- Van Andel Museum Center, een van de oudste musea van de Verenigde Staten
- Gerald R. Ford Museum, de laatste rustplaats van de 38e president van de Verenigde Staten en de voormalige first lady Betty Ford

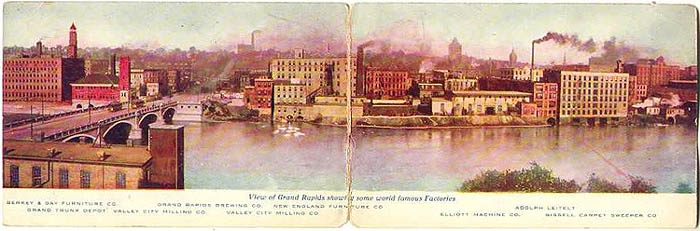
De rivier en de stad op een ansichtkaart uit ca. 1905

## Sport
- Van Andel Arena

## Stedenband
- Perugia (Italië)

## Plaatsen in de nabije omgeving
De onderstaande figuur toont nabijgelegen plaatsen in een straal van 12 km rond Grand Rapids.

## Geboren in Grand Rapids
- James Kirkwood (1875-1963), acteur
- Max Kortlander (1890-1961), pianist, arrangeur en componist
- Ellen Buckley (1913-2003), militair verpleegkundige
- Frank McCabe (1927-2021), basketballer
- Edmund Casimir Szoka (1927-2014), kardinaal-aartsbisschop van Detroit
- Budd Udell (1934-2006), componist, muziekpedagoog en dirigent
- Roger Chaffee (1935-1967), astronaut
- Jack Lousma (1936), astronaut
- Kurt Luedtke (1939-2020), scenarioschrijver en journalist
- Leonard Schrader (1943-2006), filmregisseur en scenarioschrijver
- Tom McEvoy (1944), pokerspeler
- Paul Schrader (1946), filmregisseur en scenarioschrijver (broer van Leonard Schrader)
- Robert Longfield (1947), componist, muziekpedagoog, dirigent, arrangeur en saxofonist
- Jess Walton (1949), actrice
- David L. Wells (1952), componist, dirigent en trombonist
- Anthony Kiedis (1962), zanger van de Red Hot Chili Peppers
- Jim Dreyer (1963), ultra-atleet (zwemmer)
- Stacy Haiduk (1968), actrice
- Floyd Mayweather Jr. (1977), bokser
- Christina Koch (1979), astronaute
- Ryan Devlin (1980), acteur en presentator
- Paul Walter Hauser (1986), acteur en stand upcomedian
- Taylor Lautner (1992), acteur
- Winter Vinecki (1998), freestyleskiester